# Johanne Sophie Knudsen
Johanne Sophie Knudsen, född Bergmann 31 mars 1742 i Hillerød, död 31 mars 1796 i Köpenhamn, var en dansk skådespelare, aktiv 1765-1795. 
Hon var dotter till Henrik Hansen Bergmann och Petronille Hoffgaard. Hon gifte sig 1769 med suflören och översättaren Lars Knudsen. 
Knudsen debuterade på Kungliga teatern i Köpenhamn 2 oktober 1765 som Leonore i «Den stundesløse». Hennes roller var främst blida och högtidliga hjältinneroller samt tragedi, och bland dem nämns «Zarine» och «Zaire»; Peder Rosenstand-Goiske kallade henne «den bedste Aktrice, som vor Skueplads ejer». Hon berömdes för sitt naturliga tal men kritiserades för sin bristande mimiska förmåga. Hon avslutade sin karriär efter säsongen 1794-95. 